# 中山站 (神奈川縣)
中山站（日语：／ Nakayama eki */?）是一個位於神奈川縣橫濱市綠區寺山町與中山町，屬於東日本旅客鐵道（JR東日本）、橫濱市交通局（橫濱市營地下鐵）的鐵道車站。

## 車站構造

### JR東日本
側式月台1面1線與島式月台1面2線，合計2面3線的地面車站，設有跨站式站房。

#### 月台配置

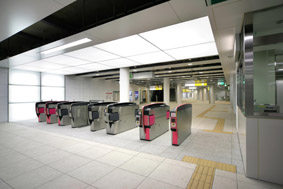
閘口
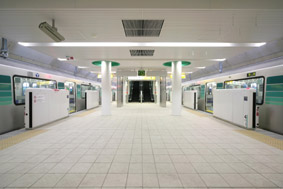
月台

| 月台 | 路線   | 方向 | 目的地                                             |
| ---- | ------ | ---- | -------------------------------------------------- |
| 1    | 橫濱線 | 下行 | 十日市場、長津田、町田、橋本、八王子方向           |
| 2    | 橫濱線 | 下行 | 十日市場、長津田、町田、橋本、八王子方向           |
| 2    | 橫濱線 | 上行 | 鴨居、新橫濱、菊名、東神奈川、橫濱、磯子、大船方向 |
| 3    | 橫濱線 | 上行 | 鴨居、新橫濱、菊名、東神奈川、橫濱、磯子、大船方向 |

（來源：JR東日本:車站構內圖（页面存档备份，存于））

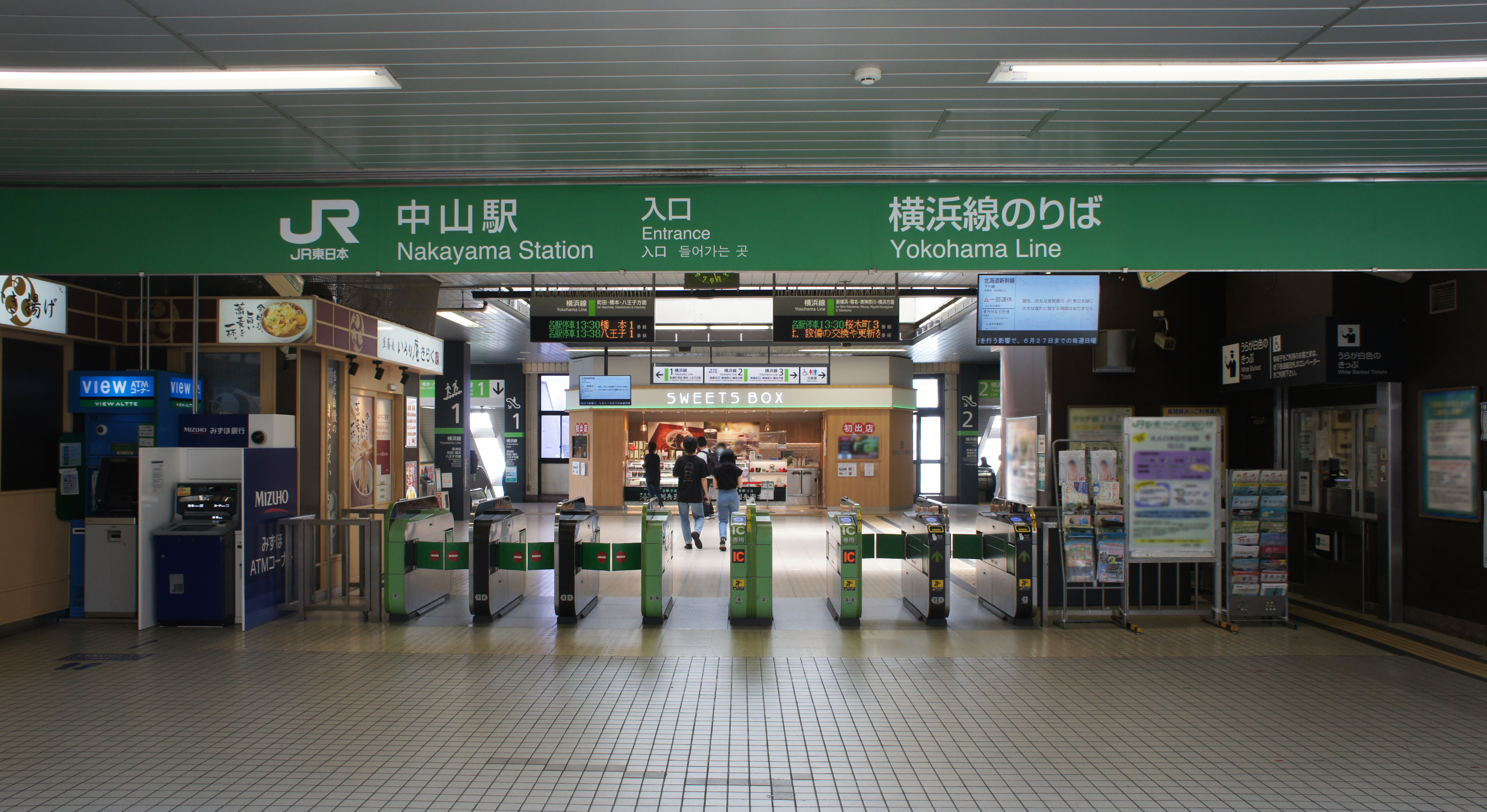
閘口（2021年5月）
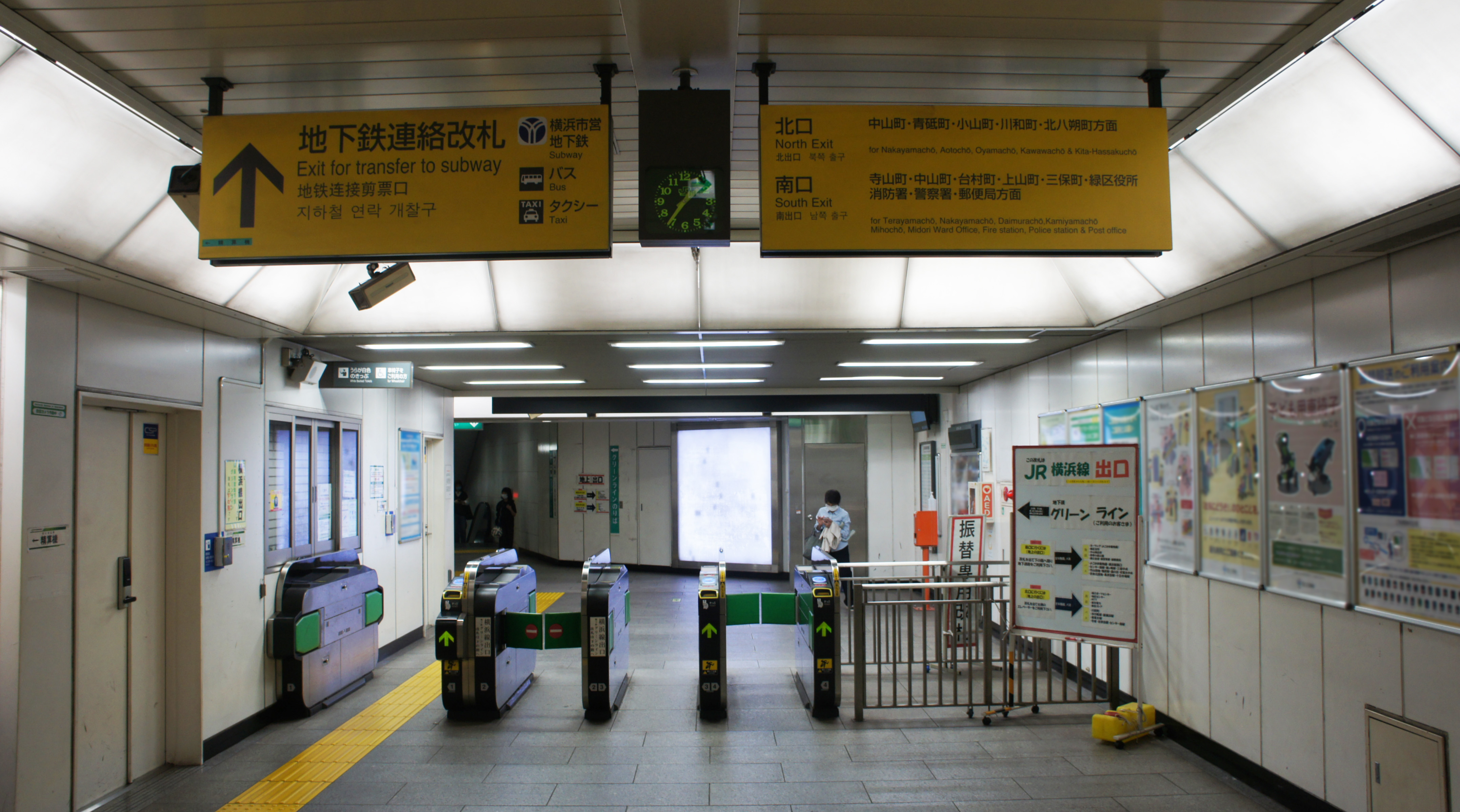
JR・橫濱市營地下鐵轉乘閘口（2021年5月）
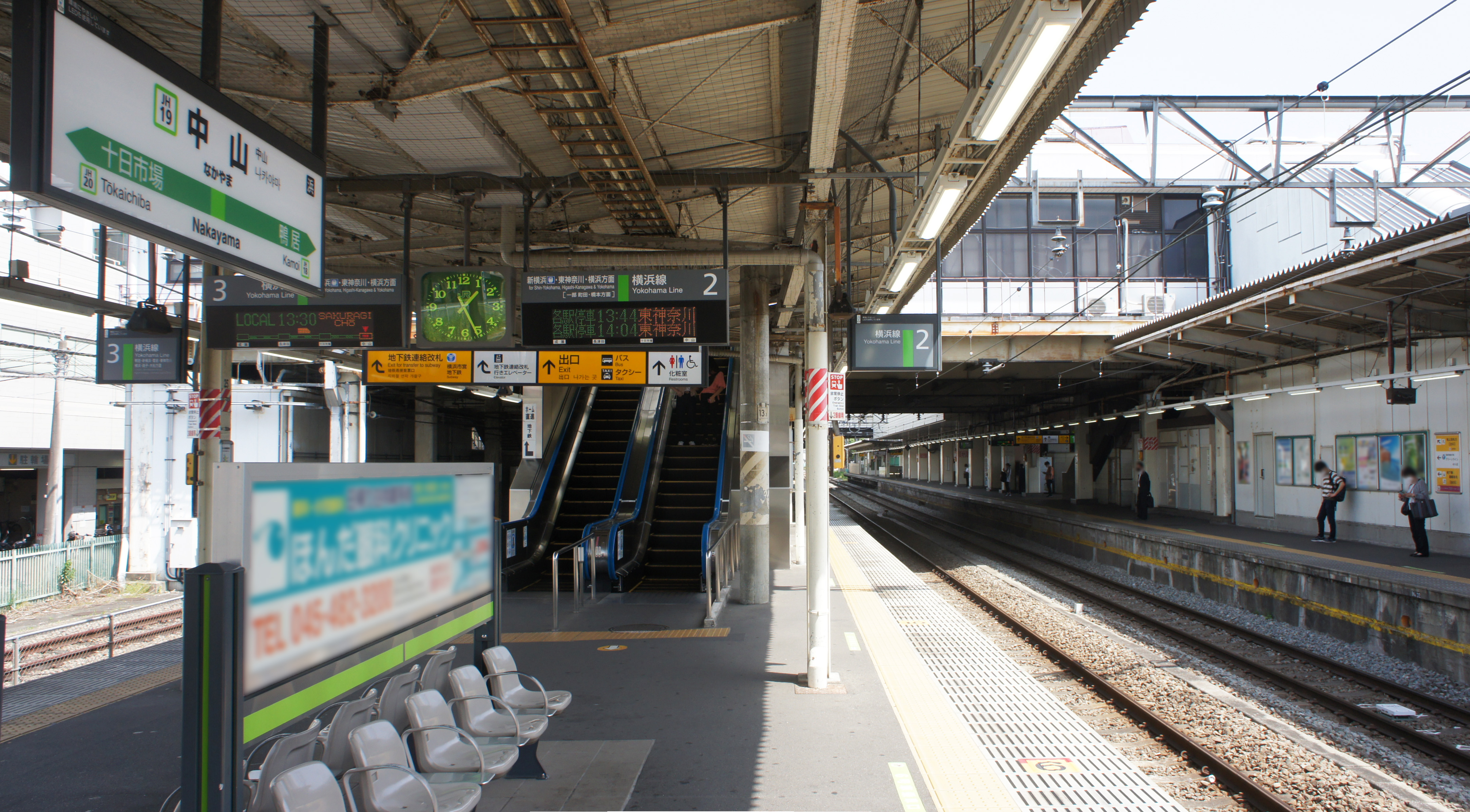
月台（2021年5月）

### 橫濱市營地下鐵
島式月台1面2線地下車站。車站顏色為象徵四季森林公園等、周邊豐富自然色彩的「青竹色」。

#### 月台配置
| 月台 | 路線          | 目的地           |
| ---- | ------------- | ---------------- |
| 1、2 | 綠線（4號線） | 中心南、日吉方向 |

- 閘口
- 月台

## 利用狀況
- JR東日本 - 2019年度的1日平均上車人次為41,986人[利用客数 1]。
橫濱市營地下鐵綠線的開業後有增加傾向。
- 橫濱市營地下鐵 - 2016年度1日平均上下車人次29,254人[乗降データ 1]。
綠線全部10個車站當中次於中心南站排行第4位。

### 各年度1日平均上下車人次
各年度1日平均上下車人次如下表。
| 年度               | 橫濱市營地下鐵     | 橫濱市營地下鐵 |
| 年度               | 1日平均 上下車人次 | 增長率         |
| ------------------ | ------------------ | -------------- |
| 2007年（平成19年） |                    |                |
| 2008年（平成20年） | 17,549             |                |
| 2009年（平成21年） | 20,208             | 15.1%          |
| 2010年（平成22年） | 22,324             | 10.5%          |
| 2011年（平成23年） | 23,319             | 4.5%           |
| 2012年（平成24年） | 24,811             | 6.4%           |
| 2013年（平成25年） | 26,053             | 5.0%           |
| 2014年（平成26年） | 27,020             | 3.7%           |
| 2015年（平成27年） | 28,835             | 6.7%           |
| 2016年（平成28年） | 29,254             | 1.5%           |
| 2017年（平成29年） | 30,341             | 3.7%           |
| 2018年（平成30年） | 31,061             | 2.4%           |

### 各年度1日平均上車人次（1991年 - 2000年）
各年度的1日平均上車人次如下表。
| 年度               | JR東日本 | 橫濱市營 地下鐵 | 來源               |
| ------------------ | -------- | --------------- | ------------------ |
| 1991年（平成03年） | 27,546   | 未開業          |                    |
| 1992年（平成04年） | 28,793   | 未開業          |                    |
| 1993年（平成05年） | 29,342   | 未開業          |                    |
| 1994年（平成06年） | 29,467   | 未開業          |                    |
| 1995年（平成07年） | 29,486   | 未開業          | [ 乗降データ 2 ]   |
| 1996年（平成08年） | 29,723   | 未開業          |                    |
| 1997年（平成09年） | 29,509   | 未開業          |                    |
| 1998年（平成10年） | 29,268   | 未開業          | [ 神奈川県統計 1 ] |
| 1999年（平成11年） | 30,274   | 未開業          | [ 神奈川県統計 2 ] |
| 2000年（平成12年） | 30,237   | 未開業          | [ 神奈川県統計 2 ] |

### 各年度1日平均上車人次（2001年以後）
| 年度               | JR東日本 | 棋濱市營 地下鐵 | 來源                |
| ------------------ | -------- | --------------- | ------------------- |
| 2001年（平成13年） | 30,673   | 未開業          | [ 神奈川県統計 3 ]  |
| 2002年（平成14年） | 30,967   | 未開業          | [ 神奈川県統計 4 ]  |
| 2003年（平成15年） | 31,375   | 未開業          | [ 神奈川県統計 5 ]  |
| 2004年（平成16年） | 31,402   | 未開業          | [ 神奈川県統計 6 ]  |
| 2005年（平成17年） | 31,529   | 未開業          | [ 神奈川県統計 7 ]  |
| 2006年（平成18年） | 31,952   | 未開業          | [ 神奈川県統計 8 ]  |
| 2007年（平成19年） | 32,988   | 34,536          | [ 神奈川県統計 9 ]  |
| 2008年（平成20年） | 36,541   | 8,714           | [ 神奈川県統計 10 ] |
| 2009年（平成21年） | 36,852   | 10,084          | [ 神奈川県統計 11 ] |
| 2010年（平成22年） | 37,302   | 11,158          | [ 神奈川県統計 12 ] |
| 2011年（平成23年） | 37,829   | 11,668          | [ 神奈川県統計 13 ] |
| 2012年（平成24年） | 38,821   | 12,427          | [ 神奈川県統計 14 ] |
| 2013年（平成25年） | 39,824   | 13,065          | [ 神奈川県統計 15 ] |
| 2014年（平成26年） | 39,937   | 13,549          | [ 神奈川県統計 16 ] |
| 2015年（平成27年） | 41,168   | 14,449          | [ 神奈川県統計 17 ] |
| 2016年（平成28年） | 41,636   | 14,680          | [ 神奈川県統計 18 ] |
| 2017年（平成29年） | 41,992   | 15,242          | [ 神奈川県統計 19 ] |
| 2018年（平成30年） | 42,301   |                 |                     |
| 2019年（令和元年） | 41,986   |                 |                     |

### 備註
1. ↑  平成20年3月30日開業で2日間のデータ

## 歷史
- 1908年9月23日：伴隨橫濱鐵道東神奈川站至八王子站開通，橫濱鐵道車站（現JR東日本）之開業。
- 2008年3月30日：橫濱市營地下鐵車站開業。

## 相鄰車站
東日本旅客鐵道（JR東日本）
 橫濱線
■快速
鴨居（JH 18）－中山（JH 19）－長津田（JH 21）
■各站停車
鴨居（JH 18）－中山（JH 19）－十日市場（JH 20）
 橫濱市營地下鐵
 綠線（4號線）
■普通
中山（G01）－川和町（G02）

### 使用情況
JR、地下鐵1日平均使用人數
1. ↑  各駅の乗車人員 （页面存档备份，存于） - JR東日本

JR東日本2000年度以後的上車人次
1. ↑  各駅の乗車人員（2000年度） （页面存档备份，存于） - JR東日本
2. ↑  各駅の乗車人員（2001年度） （页面存档备份，存于） - JR東日本
3. ↑  各駅の乗車人員（2002年度） （页面存档备份，存于） - JR東日本
4. ↑  各駅の乗車人員（2003年度） （页面存档备份，存于） - JR東日本
5. ↑  各駅の乗車人員（2004年度） （页面存档备份，存于） - JR東日本
6. ↑  各駅の乗車人員（2005年度） （页面存档备份，存于） - JR東日本
7. ↑  各駅の乗車人員（2006年度） （页面存档备份，存于） - JR東日本
8. ↑  各駅の乗車人員（2007年度） （页面存档备份，存于） - JR東日本
9. ↑  各駅の乗車人員（2008年度） （页面存档备份，存于） - JR東日本
10. ↑  各駅の乗車人員（2009年度） （页面存档备份，存于） - JR東日本
11. ↑  各駅の乗車人員（2010年度） （页面存档备份，存于） - JR東日本
12. ↑  各駅の乗車人員（2011年度） （页面存档备份，存于） - JR東日本
13. ↑  各駅の乗車人員（2012年度） （页面存档备份，存于） - JR東日本
14. ↑  各駅の乗車人員（2013年度） （页面存档备份，存于） - JR東日本
15. ↑  各駅の乗車人員（2014年度） （页面存档备份，存于） - JR東日本
16. ↑  各駅の乗車人員（2015年度） （页面存档备份，存于） - JR東日本
17. ↑  各駅の乗車人員（2016年度） （页面存档备份，存于） - JR東日本
18. ↑  各駅の乗車人員（2017年度） （页面存档备份，存于） - JR東日本
19. ↑  各駅の乗車人員（2018年度） （页面存档备份，存于） - JR東日本
20. ↑  各駅の乗車人員（2019年度） （页面存档备份，存于） - JR東日本

JR、地下鐵的統計資料
1. 1 2 3 4  横浜市統計ポータル （页面存档备份，存于） - 横浜市
2. ↑   (PDF).   [2018-02-05]. （原始内容 (PDF)存档于2017-08-01）.

神奈川縣縣勢要覽
1. ↑  平成12年
2. 1 2  平成13年PDF
3. ↑  平成14年PDF
4. ↑  平成15年PDF
5. ↑  平成16年PDF
6. ↑  平成17年PDF
7. ↑  平成18年PDF
8. ↑  平成19年PDF
9. ↑  平成20年PDF
10. ↑  平成21年PDF
11. ↑  平成22年PDF
12. ↑  平成23年PDF
13. ↑  平成24年PDF
14. ↑  平成25年PDF
15. ↑  平成26年PDF
16. ↑  平成27年PDF
17. ↑  平成28年PDF
18. ↑  平成29年PDF
19. ↑  平成30年PDF

## 外部連結
- 車站資訊（中山）：東日本旅客鐵道
- 中山站 （页面存档备份，存于） - 橫濱市交通局

35°30′53.2″N 139°32′21.5″E / 35.514778°N 139.539306°E